# Río Mandinga
El río Mandinga es un río de Panamá, que recorre el extremo oeste de la comarca indígena de Guna Yala. Tiene una longitud de 41,3 km y su cuenca hidrográfica abarca unos 337 km², entre Guna Yala y la provincia de Colón. Tiene como afluente al río Cangandí.